# San Giusto Canavese
Pour les articles homonymes, voir San Giusto et Canavese.
San Giusto Canavese (en français Saint-Juste-en-Canavais) est une commune de la ville métropolitaine de Turin dans le Piémont en Italie.

## Les Templiers et les Hospitaliers
Au XIIe siècle (1164), le comte Guido III de Biandrate fit don aux templiers des biens qu'il possédait au lieu-dit « Ruspaglia », au sud de la commune ainsi que sur la commune de San Giorgio Canavese. Cette maison de Ruspaglia fut dévolue au XIVe siècle aux Hospitaliers qui y demeurèrent jusqu'à la fin du XVIIIe siècle.

## Administration
| Période                                  | Période  | Identité            | Étiquette | Qualité |
| ---------------------------------------- | -------- | ------------------- | --------- | ------- |
| 14 juin 2004                             | En cours | Teresa Boggio Giosi |           |         |
| Les données manquantes sont à compléter. |          |                     |           |         |

### Communes limitrophes
San Giorgio Canavese, Feletto, Foglizzo, Bosconero

### Monuments religieux
- Maison de Ruspaglia